# Parotocinclus aripuanensis
Parotocinclus aripuanensis är en fiskart som beskrevs av Garavello, 1988. Parotocinclus aripuanensis ingår i släktet Parotocinclus och familjen Loricariidae. Inga underarter finns listade i Catalogue of Life.